# Fort d'Hauteville
Le fort d'Hauteville, brièvement dénommé fort Carnot pendant le ministère Boulanger (1887), appartient au système Séré de Rivières, ensemble de fortifications bâti à partir de 1874 pour protéger les frontières françaises. Bâti à Hauteville-lès-Dijon qui domine la ville de Dijon, il est un des éléments essentiels d'une ceinture de fortifications devant assurer la protection de la place de Dijon.

## Historique
Au lendemain de la défaite traumatisante de 1870-1871, la place de Dijon est choisie, avec Langres, Besançon, Reims, Laon et La Fère pour constituer la "deuxième ligne" du système de défense de Séré de Rivières (la première étant axée sur Verdun, Toul, Épinal et Belfort). Un ensemble de forts et de réduits militaires ceinture donc l'agglomération dijonnaise de 1875 à 1883 : la Motte-Giron, Mont-Afrique, Hauteville, Asnières, Norges, Varois, Saint-Apollinaire et Sennecey.
Le fort d'Hauteville accueille pendant la Première Guerre mondiale diverses unités de l'armée française, comme le 7e Régiment d'Artillerie Territoriale.
En 1942, le fort a servi comme extension de la prison de Dijon pour y interner des Juifs, résistants ou prisonniers de droit commun qui ont plus tard été acheminés vers le camp de Drancy, ultime étape avant les camps d'extermination nazis. Les registres témoignent du passage de 3 821 détenus.
Le fort d'Hauteville est aujourd'hui inscrit aux monuments historiques (arrêté du 17 mars 2006).
Par décision du conseil municipal du 31 août 2010, la commune d'Hauteville-lès-Dijon a racheté le fort au Ministère de la Défense.